# 式部省
式部省（しきぶしょう）は、日本の律令制における八省のひとつ。和名は「のりのつかさ（乃利乃豆加佐）」。大学寮・散位寮の2寮を管掌していた。唐名は吏部省又は吏部。
天平宝字2年（758年）から同8年（764年）の間は、文部省（ぶんぶしょう）へ改称された。

## 概要
元来は天智・天武朝に存在した法官に由来する官司とみられている。
文官の人事考課、礼式、及び選叙（叙位及び任官）、行賞を司り、役人養成機関である大学寮を統括するため、八省の内でも中務省に次いで重要な省とされてきた。
そのために長官である式部卿は重要な役とされ、弘仁3年（812年）より四品以上の親王が任ぜられる慣例ができあがっていった。これに近いものとして、同じく四品以上の親王から選出された中務省の長官である中務卿などが挙げられる。
式部卿は、諸親王の中でも血筋・経歴・学識にもっとも秀でた者が就任する官職と考えられていた。実際に、平安時代前期の式部卿は葛原親王や時康親王などに代表されるように政治的な見識の高い実務に通じた親王が補されることが多かった。南北朝時代に二条良基が『百寮訓要抄』の中で式部卿の就任要件として「第一の親王是に任ず」と説いた。ただし、敦賢親王が承暦元年（1077年）に薨去してから永仁5年（1297年）に久明親王（鎌倉幕府将軍）が任じられるまで、京都における実質が伴うものとしては嘉暦2年（1327年）に恒明親王が任じられるまで200年以上にわたって空席だった時期がある。
しかしながら次第に、見識よりも天皇との血筋関係が任官において重要視されるようになると、式部卿である親王に代わって式部大輔が実質的な長官となった。式部大輔は儒学者で天皇の侍読（家庭教師）を務めた者が就任する慣例となっており、儒学者である日野家や菅原氏・大江氏の中から任ぜられ、特に菅原氏や大江氏の人間が参議になるための要路としての役割も果たしていた。そして参議となってからも式部大輔を兼帯することは差し支えなかった。そして式部省の次官である大輔及び少輔については、両方の権官を同時に任ずることはできないこととなっていた。
以上で述べた式部省の重要性から、式部省の判官である式部大丞（正六位下相当）及び式部少丞（従六位上相当）は顕官（高官）とされ、毎年正月の叙位では4人いる式部丞のうち上﨟者（在職年数の長い者）1名が従五位下に叙せられるのが慣例（巡爵）であった（従って、式部少丞に任官後、4年後に叙爵されて従五位下となり、式部丞を離れる。式部丞が六位蔵人を務め、蔵人の労で叙爵される例も多かったため、式部丞に任官後3年以内で叙爵されて従五位下に昇る者も少なくなかった）。式部丞などの顕官を務めて五位に叙された者には受領に任じられる資格があった。五位となった式部丞のことを式部大夫と称した。
また、六位蔵人で式部大丞または式部少丞を兼職した者は、特に昇殿を許されたために殿上の丞（てんじょうのじょう）と言われた。
なお、大宝令・養老令では奏任以上の官人の任命は太政官が行い、武官の人事考課に関しては兵部省が担当することになっているが、現実には人事管理に関するノウハウを持っていたのは式部省のみであった。
更に人事考課の判断材料となる儀礼に関する規定を設ける官司でもあったため、少なくとも9世紀中ごろまで式部省が武官の人事に関してもたびたび関与し、太政官の決定に対して異論を挟んでこれを覆すことすらあった。

## 職員
- 卿（正四位下相当 唐名:吏部尚書、大常卿、李部大卿） … 一人

大輔以下の定員は以下のとおり。
- 大輔（正五位下相当 唐名:李部大卿、考功郎中、李部侍郎） … 一人
- 少輔（従五位下相当 唐名:大常少卿、吏部員外郎、李部少卿） … 一人
- 大丞（正六位下相当） … 二人
- 小丞（従六位上相当） … 二人
丞 唐名:李部郎中、司勲郎中、李部少卿、大常丞
- 大録（正七位上相当） … 二人
- 少録（正八位上相当） … 二人
録 唐名:李部主事、大常主簿

- 史生 … 二十人
- 書生 … 弘仁3年（812年）三十人・翌年二十人
- 省掌 … 二人
- 使部 … 八十人（三十人とも）
- 直丁 … 五人

## 式部省被官の官司
- 大学寮
- 散位寮  - 寛平8年（896年）に式部本省に統合